# Jesús Hermida Pineda
Jesús Hermida Pineda (Ayamonte, Huelva, 27 de juny de 1937 - Madrid, 4 de maig de 2015) fou un periodista espanyol, conegut als inicis de la seva carrera per la retransmissió des de Nova York de l'arribada de l'home a la lluna, el 21 de juliol de 1969.
Llicenciat en filosofia i lletres, estudià a l'Escuela Oficial de Periodismo de Madrid i inicià la carrera professional com a redactor de la revista Signo (1958), d'on passà a La Actualidad Española (1960), El Alcázar (1964), Diario Pueblo (1966) i Informaciones (1966). El 1967 s'incorporà a Televisió Espanyola com a redactor de noticiaris i, posteriorment, fou corresponsal a Nova York, càrrec que exercí durant dotze anys.
De retorn a Espanya s'especialitzà en magazins, primer a TVE i després, des de 1991, a Antena 3 TV, amb els programes Su turno, Por la mañana, A mi manera i La noche de Hermida. Posteriorment conduí a Antena 3 TV els programes Sin límites, amb Mercedes Milà, i Especiales informativos.
L'any 2000 va rebre el premi Ondas a la millor estratègia professional. Fou director general adjunt d'Antena 3 TV (2002-2003).